# Cupido philiasus
Cupido philiasus is een vlinder uit de familie Lycaenidae. De wetenschappelijke naam werd gepubliceerd in 1767 door Carl Linnaeus.